# Петропавловская Борщаговка
Петропа́вловская Борщаго́вка (укр. Петропавлівська Борщагівка) — село, входит в Бучанский район (до 2020 года в Киево-Святошинский район) Киевской области Украины. Село являлось административным центром Петропавловско-Борщаговского сельского совета, ныне — административный центр Борщаговской сельской общины.
Занимает площадь 25,03 км². Через село протекает речка Нивка.

## Население
Население по переписи 2001 года составляло 6125 человек.

### Языковой состав
Родной язык населения по данным переписи 2001 года:
| Язык       | Численность, чел. | Доля     |
| ---------- | ----------------- | -------- |
| Украинский | 5 813             | 94,91 %  |
| Русский    | 284               | 4,64 %   |
| Другое     | 28                | 0,45 %   |
| Итого      | 6 125             | 100,00 % |

## История
Первое упоминание Петропавловской Борщаговки относится к началу XVIII века. В 1828—1923 годах село было центром Петропавловско-Борщаговской волости Киевского уезда, а в 1937 году вошло в состав Киево-Святошинского района.
Лаврентий Похилевич в «Сказании о населённых местностях Киевской губернии» (1864 год) пишет: «село в 12-ти верстах от Киева, на старой почтовой дороге в м. Белогородку, а от села Белич в 3 верстах. Жителей обоего пола: православных 755, евреев 12. По речке, начавшейся выше села Желян и именующейся Борщаговкой, расположено пять деревень носящих название Борщаговок, с присовокуплением имён монастырей, коим они принадлежали до поступления в казну: Петропавловская, Софийская, Братская, Никольская и Михайловская. Первая принадлежавшая Петропавловскому бывшему греческому монастырю, есть последняя по течению речки. Эта небольшая речка, сопровождаемая плодородными лугами и небольшими возвышенностями, в древности называлась Желань и под этим именем она часто упоминается в летописях. Борщаговкой же названа впоследствии времени оттого, что по ней были расположены ближайшие к городу монастырские хутора, снабжавшие монахов огородными продуктами, для борща необходимыми. И теперь огородничество составляет важнейший промысел жителей. Во всех Борщаговках, а также Желянах десятина хорошо удобренного огорода арендуется великороссийскими огородниками не менее 50 руб. сереб. в год. Бор, оканчивающийся ныне близ Петропавловской Борщаговки, тянулся ещё в прошедшем столетии до самых Желян и только небольшие поляны в нём при речке заняты были монастырскими хуторами с огородами и пасеками. Места эти уже в XV столетии принадлежали монастырям, что видно из грамоты литовского великого князя Александра 1497 года об отводе Киево-Пустынному Николаевскому монастырю пустоши под пашню близ реки Борщаговки, напечатанной в I-м томе актов, относящ. к истории западного края под № 151… В начале прошедшего столетия из Борщаговок в Петропавловской было только 6 хат, в Софийской 3, в Братской 4, в Никольской 7, в Михайловской 2. В 1787 году, вскоре по поступлении монастырских недвижимых имуществ в казну, в Борщаговках, как значится в исповедных росписях за тот год считалось обоего пола жителей: в Петропавловской 201, Софийской 126, Братской 72, Никольской 54, Михайловской 105. В настоящее же время народонаселение увеличилось: в Петропавловской до 755, Софийской до 622, Братской до 287, Никольской до 204, Михайловской до 327, не считая еврейских семейств, торгующих в шинках водкой. В Петропавловской Борщаговке находится ныне волостное управление, заведывающее окрестными казёнными сёлами и деревнями. Небольшой пруд и мельница принадлежат архимандриту Киево-греческого Екатерининского монастыря, имеющему при них и дом для летнего пребывания.
В 1755 году была построена Церковь во имя преподобного Симеона Столпника деревянная, игуменом Петропавловского бывшего монастыря Антонием Величковским, а в 1849 году по совершенной ветхости капитально исправлена на счёт казны и пожертвований своих прихожан. По штатам она причислена к 7-му классу; земли имеет 53 десятины малоплодородной».
В селе родился Герой Советского Союза Иван Мельниченко.

## Инфраструктура

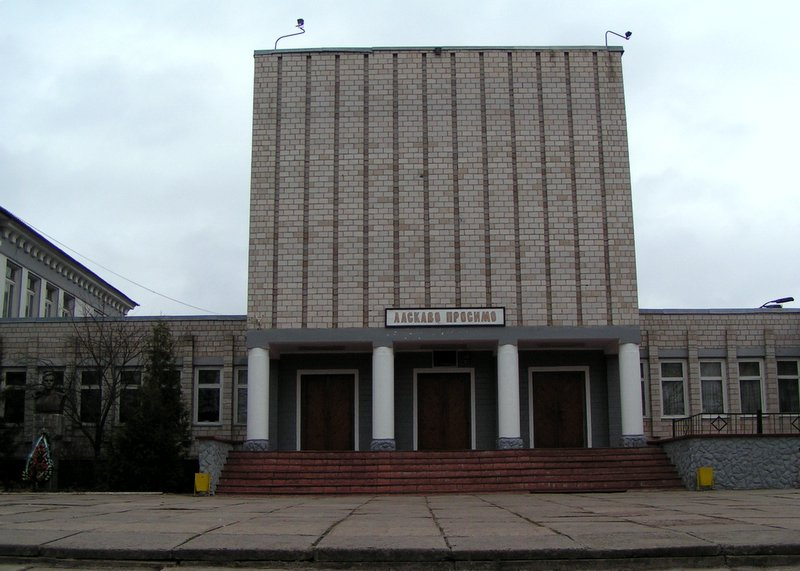
Школа в селе

В селе действует Высшее профессиональное училище № 33, частная школа и садик NSS International School, детский центр «Кузя». Гостиницы «Bigstreet», «City Holiday Resort & SPA», «Верховина» и «Чайка». В торговом центре «Променада-Парк» расположен гипермаркет «Ашан». Также в селе есть супермаркет «Novus», торговий центр «Аметист молл».
В Петропавловской Борщаговке находится Храм прп. Симеона Столпника (точное время постройки храма неизвестно. Первоначально он принадлежал Доминиканскому Ордену, однако в 1710 году перешёл в РПЦ) и Храм Рождества Божией Матери (строительство храма началось в 1989 г., сейчас над храмом возвышаются шесть куполов).